# Apfelbeckia enderleinii
Apfelbeckia enderleinii är en mångfotingart som beskrevs av Karl Wilhelm Verhoeff 1901. Apfelbeckia enderleinii ingår i släktet Apfelbeckia och familjen Schizopetalidae. Inga underarter finns listade i Catalogue of Life.